# Georges Fontené
Georges Fontené (né le 23 septembre 1848 à Rousies, département du Nord, France et mort le 7 avril 1923 à Paris) est un mathématicien français s'étant intéressé principalement à la géométrie algébrique et à l'algèbre. 

## Biographie
En 1875, il obtient son agrégation et devient professeur dans le secondaire. Il enseigne à Belfort, Douai et Rouen puis à Paris au Collège Rollin (aujourd'hui Lycée Jacques Decour). En 1903, il est nommé Inspecteur général de l'Instruction Publique (appelé de nos jours, depuis 1980, Inspecteur général de l'Éducation nationale). Il est également assistant éditorial pendant une longue période pour les Nouvelles Annales de Mathématiques.
Il publie dans les Nouvelles Annales de Mathématiques un grand nombre de traités sur la géométrie pure et analytique, les hyperespaces, les fonctions et intégrales elliptiques, les courbes algébriques planes et gauches ainsi que les équations linéaires.
En 1897, Fontené est lauréat avec mention honorable du Prix Lobatchevski de l'Université d'État de Kazan pour son œuvre Hyperespace à (n - 1) dimensions. 
En algèbre linéaire, il démontre un théorème sur la solvabilité des systèmes hétérogènes d'équations linéaires, le théorème de Fontené-Rouché, indépendamment d'Eugène Rouché, avec qui il y a un différend sur la priorité.

## Publications (sélection)
- Hyperespace à (n - 1) dimensions. Propriétés métriques de la corrélation générale . Éditeur Gauthier-Villars et fils, Paris 1892.
- Géométrie dirigée. Les angles dans un plan orienté avec des droites dirigées et non dirigées. Maison d'édition Nony, Paris 1897.
- La Relativité restreinte. Editions Vuibert, Paris 1922.